# Organización Nacional de Inteligencia (Turquía)
La Organización Nacional de Inteligencia (en turco: Millî İstihbarat Teşkilatı, MİT) es la agencia estatal de inteligencia de Turquía. Fue establecida en 1965 para reemplazar al Servicio de Seguridad Nacional. Su sede actual se encuentra en el edificio KALE ("El Castillo") en el distrito de Etimesgut, Ankara. 
Las tareas del MİT son, de acuerdo a la Ley N ° 2937 del 1 de enero de 1984, la protección del territorio turco, el pueblo turco, el mantenimiento de la integridad del estado, la supervivencia, la independencia y la seguridad de Turquía, la constitución y el sistema constitucional del gobierno. Además, el servicio es responsable de la contrainteligencia y la prevención de cualquier actividad subversiva contra el estado de derecho turco.
El MIT coopera con la Agencia Central de Inteligencia y las agencias de inteligencia de Rusia. Además, mantiene una estrecha comunicación y cooperación con el contratista privado de seguridad turco SADAT International Defense Consultancy Inc. Sus operaciones y misiones están clasificadas.

## Organización

### Estructura organizativa
- Departamento de Investigaciones de Seguridad
- Dirección de Contrainteligencia
- Dirección de Operaciones Extranjeras
- Dirección de Inteligencia de Seguridad
- Dirección de Inteligencia Técnica Electrónica
- Dirección de Inteligencia de Señales

### Tareas
El MİT es el encargado de recolectar inteligencia sobre las amenazas existentes y potenciales, de fuentes internas y externas, que se plantean contra el territorio, las personas y la integridad, la existencia, la independencia, la seguridad y todos los demás elementos que componen el orden constitucional y el poder nacional del Estado. El MİT está a cargo de comunicar esta información de inteligencia al Presidente, al Jefe del Estado Mayor, al Secretario General del Consejo de Seguridad Nacional y a otras organizaciones estatales relevantes según sea necesario.
El MİT está a cargo de las actividades de contrainteligencia en Turquía. Legalmente, no se le puede encomendar ningún otro deber y no puede ser conducido a otro campo de actividad que no sea la recogida de inteligencia sobre la seguridad de la República. El MİT también se dedica a la guerra cibernética. El Ministerio de Defensa Nacional de Turquía considera la ciberseguridad como la "quinta frontera" del país después de la tierra, el aire, el mar y el espacio. El MİT utiliza soluciones de ciberseguridad locales desarrolladas principalmente por empresas como HAVELSAN y el Consejo de Investigación Científica y Tecnológica de Turquía.
Para hacer frente a sus tareas, el MİT no solo tiene derecho al acceso irrestricto a cualquier información estatal, sino también plena autoridad policial. Además, con el permiso del Primer Ministro, el servicio también puede enjuiciar delitos fuera de su área de responsabilidad.

## Actividades

### África

#### Kenia
El MIT capturó a Abdullah Öcalan en Kenia el 15 de febrero de 1999, mientras era trasladado desde la embajada griega al aeropuerto internacional Jomo Kenyatta en Nairobi, según se informa con la ayuda de la CIA.

#### Libia
En agosto de 2019, se publicó un informe que aseguraba que el MIT estaba operando dentro de la capital, Trípoli, para apoyar al Gobierno de Acuerdo Nacional (reconocido por la ONU).

### América

#### Estados Unidos
En julio de 2019, se informó que los diplomáticos turcos, con el apoyo del MIT, habían espiado extensamente a los críticos del gobierno de Turquía especialmente aquellos vinculados al Movimiento de Gülen.

### Asia

#### Irak
En agosto de 2017, la Unión de Comunidades del Kurdistán dijo que había capturado a dos ciudadanos turcos que trabajaban para el MIT. Su plan era asesinar a una figura de alto rango del Partido de los Trabajadores del Kurdistán (PKK). Habían sido capturados en Sulaymaniyah.  
En agosto de 2018, un líder del PKK y otros 4 militantes de las Unidades de Protección de Sinjar (YBŞ) murieron en ataques aéreos turcos en Sinyar. Las Fuerzas Armadas de Turquía llevaron a cabo la operación conjunta con el MIT.  
En abril de 2019, 4 militantes del PKK fueron capturados en el monte Sinjar de Irak y fueron llevados a Turquía como parte de una operación conjunta del MIT y las fuerzas armadas turcas. 
En junio de 2019, Diyar Gharib Muhammed, uno de los siete miembros del Comité Central del PKK, fue asesinado. Un F-16 turco atacó su vehículo con la ayuda de inteligencia humana proporcionada por la Organización Nacional de Inteligencia (MIT) en el norte de Irak. 
En agosto de 2019, 4 militantes del PKK murieron en un ataque aéreo de un avión de combate turco en una operación conjunta con el MIT en el área de Qandil en el norte de Irak.  
En septiembre de 2019, 3 militantes del PKK murieron en un ataque aéreo de un avión de combate turco en una operación conjunta con el MIT en la región de Gara, en el norte de Irak. El mismo mes, el MIT en una operación conjunta, en la región de Qandil, en el norte de Irak, con las Fuerzas Armadas de Turquía neutralizó a una miembro de alto rango del PKK junto con su conductor. 
El 14 de marzo de 2021 el PKK ejecutó a 13 rehenes turcos durante una operación de rescate de las fuerzas especiales turcas. Varias de las víctimas eran agentes del MIT.

#### Siria
Tras el estallido de la guerra civil siria en 2011, los servicios de inteligencia de varios países de la OTAN comenzaron a operar cerca de la frontera entre Siria y Turquía, coordinados por el MIT. Mientras operaba en el lado turco, todas las iniciativas tenían que ser aprobadas primero con el MIT. En el contexto del conflicto sirio, el MIT ha brindado asistencia a varios grupos rebeldes, incluidos los grupos islamistas 

### Europa

#### Francia
Se culpó al MIT de los asesinatos en 2013 de tres activistas del PKK en París.

#### Alemania
En Alemania, el MİT instrumentaliza a determinados grupos criminales originarios de Turquía para atacar a los partidarios del PKK o a los opositores turcos del régimen del AKP. 

#### 29 de abril de 2023 Operación Abu-Al-Quraishi, líder del EIIS.
El MIT llevó a cabo una operación contra Abu-El Qureshi, líder de ISIS, en el norte de Siria. Como resultado, Abu-El Qureshi fue neutralizado por miembros del MIT y del Comando de Fuerzas Especiales. El presidente Recep Tayyip Erdoğan anunció la muerte de Abu-El Qureshi.

#### Georgia
El MIT realizó una operación contra el líder del ISIS Nuradin Rustamov Organizado por el MIT Fue detenido por el Servicio de Seguridad del Estado de Georgia y posteriormente liberado.

#### Turquía
En el momento del memorando militar turco de 1971, el MIT no informó al primer ministro Süleyman Demirel sobre los planes golpistas y solicitó la renuncia del primer ministro el día del golpe. 
Durante el golpe de Estado de 1980, los planes de la "Operación Bandera" (Bayrak Harekâtı) fueron transmitidos a las unidades militares en un avión del MİT. Una vez más, la agencia no notificó al primer ministro, aunque legalmente estaba bajo su autoridad, ya que era parte del golpe. 
Durante el intento de golpe de Estado de 2016, el MİT se posicionó contra los golpistas. Logró descubrir el pronunciamiento poco antes de que se produjese, forzando a los conspiradores a adelantar la asonada varias horas.